# Alabama 200 1969
Alabama 200 1969 var ett stockcarlopp ingående i Nascar Grand National Series (nuvarande Nascar Cup Series) som kördes 8 december 1968 på den 0,5 mile (8,851 km) långa ovalbanan Montgomery Speedway i Montgomery i Alabama. Totalt avverkades 100 miles (160,934 km) fördelat på 200 varv. Banunderlaget var asfalt. Loppet vanns av Bobby Allison i en Plymouth på tiden 1:21.58 körande för Tom Friedkins. Allisons snitthastighet uppgick till 73.2 mph. Prispotten uppgick till 4 740 dollar, varav 1 000 dollar gick till segraren.

## Resultat
| Plc     | Nr | Förare         | Team/ bilägare           | Konstruktör | Start | Varv | Ledda varv |
| ------- | -- | -------------- | ------------------------ | ----------- | ----- | ---- | ---------- |
| 1       | 14 | Bobby Allison  | Tom Friedkin             | Plymouth    | 3     | 200  | 25         |
| 2       | 43 | Richard Petty  | Petty Enterprises        | Plymouth    | 1     | 200  | 125        |
| 3       | 48 | James Hylton   | Hylton Engineering       | Dodge       | 4     | 195  | 0          |
| 4       | 71 | Bobby Isaac    | K&K Insurance Racing     | Dodge       | 2     | 193  | 50         |
| 5       | 06 | Neil Castles   | Neil Castles             | Plymouth    | 7     | 188  | 0          |
| 6       | 4  | John Sears     | DeWitt Racing            | Ford        | 6     | 187  | 0          |
| 7       | 76 | Ben Arnold     | Don Culpepper            | Ford        | 9     | 185  | 0          |
| 8       | 19 | Henley Gray    | Gray Racing              | Ford        | 16    | 184  | 0          |
| 9       | 47 | Cecil Gordon   | Seifert Racing           | Ford        | 13    | 181  | 0          |
| 10      | 30 | Dave Marcis    | Larry Wehrs              | Chevrolet   | 17    | 180  | 0          |
| 11      | 57 | Ervin Pruitt   | Ervin Pruitt             | Dodge       | 21    | 178  | 0          |
| 12      | 5  | Earl Brooks    | Robertson Racing         | Ford        | 14    | 174  | 0          |
| 13      | 70 | J.D. McDuffie  | McDuffie Racing          | Buick       | 10    | 170  | 0          |
| 14      | 25 | Jabe Thomas    | Robertson Racing         | Ford        | 18    | 170  | 0          |
| 15      | 31 | Bill Ervin     | Newman Long              | Ford        | 20    | 161  | 0          |
| 16      | 45 | Lee Gordon     | Seifert Racing           | Ford        | 19    | 160  | 0          |
| 17      | 8  | Ed Negre       | Negre Racing             | Ford        | 11    | 155  | 0          |
| 18      | 9  | Roy Tyner      | Roy Tyner                | Pontiac     | 12    | 143  | 0          |
| 19      | 34 | Wendell Scott  | Scott Racing             | Ford        | 15    | 110  | 0          |
| 20      | 2  | Red Farmer     | J.D. Bracken             | Chevrolet   | 5     | 101  | 0          |
| 21      | 64 | Elmo Langley   | Langley-Woodfield Racing | Ford        | 8     | 81   | 0          |
| 22      | 09 | Sherral Pruitt | Roy Tyner                | Chevrolet   | 22    | 10   | 0          |
| Källor: |    |                |                          |             |       |      |            |